# Champenois

Gebiet des Champenois im Sprachbereich der Langues d’oïl

Champenois (Champenois: champaignat) ist eine zu den Langues d’oïl gehörende Sprache, die in erster Linie in der Champagne, aber auch in Teilen der Île-de-France und Belgiens gesprochen wird oder gesprochen wurde. In Belgien ist sie noch in den Dörfern Vresse-sur-Semois, Membre und Bohan verbreitet. Der Sprachwissenschaftler Bernard Cerquiglini fasst sie als Regionalsprache auf; als solche ist in der Wallonie anerkannt. Durch den Einfluss des Standard-Französischen ist sie heute fast ausgestorben.